# Aphidius longiantennatus
Aphidius longiantennatus är en stekelart som beskrevs av Chou och Qiao Ping Xiang 1982. Aphidius longiantennatus ingår i släktet Aphidius och familjen bracksteklar. Inga underarter finns listade i Catalogue of Life.